# Ceraceopsora
Ceraceopsora är ett släkte av svampar. Ceraceopsora ingår i familjen Chaconiaceae, ordningen Pucciniales, klassen Pucciniomycetes, divisionen basidiesvampar och riket svampar.
|              | Maravalia                               |
|              |                                         |
|              | Goplana                                 |
|              |                                         |
|              | Chaconia                                |
|              |                                         |
|              | Olivea                                  |
|              |                                         |
|              | Aplopsora                               |
|              |                                         |
|              | Achrotelium                             |
|              |                                         |
|              | Telomapea                               |
|              |                                         |
|              | Botryorhiza                             |
|              |                                         |
| Ceraceopsora | \| \| Ceraceopsora elaeagni \| \| \| \| |
|              | \| \| Ceraceopsora elaeagni \| \| \| \| |
|              | Ceraceopsora elaeagni                   |
|              |                                         |

|  | Ceraceopsora elaeagni |
|  |                       |